# Ceratopogon spiniger
Ceratopogon spiniger är en tvåvingeart som beskrevs av Remm 1974. Ceratopogon spiniger ingår i släktet Ceratopogon och familjen svidknott. Inga underarter finns listade i Catalogue of Life.